# Charles-François-Guy de Montmorency-Laval
Charles-François-Guy de Montmorency-Laval, (né en 1668 à Chartres et mort le 26 août 1713 à Ypres, est un prélat français du XVIIIe siècle.

## Biographie
Charles de Montmorency est le fils de Jean-Louis, seigneur de Montigny, et de Françoise de Sevestre de Cintré. Il est le neveu de François de Montmorency-Laval, le premier évêque de Québec. De Montmorency est chanoine et grand vicaire de Tournai, puis  archidiacre de l'église métropolitaine de Cambrai. Il est nommé évêque d'Ypres en 1713 par Louis XIV, mais meurt la même année.